# Jamaican International 2017
Die Jamaican International 2017 im Badminton fanden vom 2. bis zum 5. März 2017 in Kingston statt.

## Sieger und Platzierte
| Disziplin    | Gold                            | Silber                            | Bronze                               |
| ------------ | ------------------------------- | --------------------------------- | ------------------------------------ |
| Herreneinzel | Søren Toft Hansen               | Adam Mendrek                      | Jan Fröhlich                         |
| Herreneinzel | Søren Toft Hansen               | Adam Mendrek                      | Matej Hliničan                       |
| Dameneinzel  | Rachel Honderich                | Martina Repiská                   | Taina Dailey                         |
| Dameneinzel  | Rachel Honderich                | Martina Repiská                   | Shezelle Terisa Mctyson              |
| Herrendoppel | Venkatesh Prasad Jagadish Yadav | Milan Dratva Matej Hliničan       | Bradley Graham Albert Myles          |
| Herrendoppel | Venkatesh Prasad Jagadish Yadav | Milan Dratva Matej Hliničan       | Gareth Henry Garron Palmer           |
| Damendoppel  | Leanne Choo Rachel Honderich    | Mikaylia Haldane Katherine Wynter | Alana Bailey Geordine Henry          |
| Damendoppel  | Leanne Choo Rachel Honderich    | Mikaylia Haldane Katherine Wynter | Taina Dailey Shezelle Terisa Mctyson |
| Mixed        | Toby Ng Rachel Honderich        | Dennis Coke Katherine Wynter      | Craig Allison Alana Bailey           |
| Mixed        | Toby Ng Rachel Honderich        | Dennis Coke Katherine Wynter      | Gareth Henry Geordine Henry          |